# فتح‌آباد یزدان آباد
فتح‌آباد یزدان آباد ، روستایی از توابع بخش یزدان آباد شهرستان زرند در استان کرمان ایران است.

## جمعیت
این روستا در دهستان یزدان آباد قرار دارد و براساس سرشماری مرکز آمار ایران در سال ۱۳۸۵، جمعیت آن ۹۸۸ نفر (۲۲۶خانوار) بوده‌است.